# Экстрём, Роланд
Роланд Экстрём (нем. Roland Ekström; 22 мая 1956, Стокгольм) — швейцарский шахматист, международный мастер (1982).
Чемпион Швейцарии (1988, 1999, 2001 и 2008). В составе сборной Швейцарии участник 3-х Олимпиад (1996—1998 и 2002).

## Изменения рейтинга
| Графики недоступны из-за технических проблем. См. информацию на Фабрикаторе и на mediawiki.org. |